# Challenger de Tallahassee 2016

El torneo Tallahassee Tennis Challenger 2016 es un torneo profesional de tenis. Pertenece al ATP Challenger Series 2016. Se disputará su 17.ª edición sobre superficie tierra batida verde, en Tallahassee, Estados Unidos entre el 25 de abril al el 1 de mayo de 2016.

## Jugadores participantes del cuadro de individuales
| Favorito | País                      | Jugador              | Rank1 | Posición en el torneo |
| -------- | ------------------------- | -------------------- | ----- | --------------------- |
| 1        | Bandera de Estados Unidos | Donald Young         | 84    | Cuartos de final      |
| 2        | Bandera de Austria        | Gerald Melzer        | 112   | Segunda ronda         |
| 3        | Bandera de Estados Unidos | Tim Smyczek          | 119   | Primera ronda         |
| 4        | Bandera de Estados Unidos | Bjorn Fratangelo     | 126   | Primera ronda         |
| 5        | Bandera de Georgia        | Nikoloz Basilashvili | 130   | Segunda ronda         |
| 6        | Bandera de Argentina      | Facundo Argüello     | 143   | Primera ronda         |
| 7        | Bandera de Estados Unidos | Jared Donaldson      | 147   | Primera ronda         |
| 8        | Bandera de Estados Unidos | Dennis Novikov       | 148   | Primera ronda         |

- 1 Se ha tomado en cuenta el ranking del 25 de abril de 2016.

### Otros participantes
Los siguientes jugadores recibieron una invitación (wild card), por lo tanto ingresan directamente al cuadro principal (WC):
- Brian Baker
- Eric Quigley
- Tennys Sandgren
- Benjamin Lock

Los siguientes jugadores ingresan al cuadro principal tras disputar el cuadro clasificatorio (Q):
- Sekou Bangoura
- Emilio Gómez
- Stefan Kozlov
- James McGee

## Campeones

### Individual Masculino
- Quentin Halys derrotó en la final a  Frances Tiafoe, 6–7(6), 6–4, 6–2

### Dobles Masculino
- Dennis Novikov /  Julio Peralta derrotaron en la final a  Peter Luczak /  Marc Polmans, 3–6, 6–4, [12–10]